# Calumpit
Calumpit is een gemeente in de Filipijnse provincie Bulacan op het eiland Luzon. Bij de laatste census in 2007 had de gemeente ruim 98 duizend inwoners.

## Geografie

### Bestuurlijke indeling
Calumpit is onderverdeeld in de volgende 29 barangays:
| - Balite - Balungao - Buguion - Bulusan - Calizon - Calumpang - Caniogan - Corazon - Frances - Gatbuca - Gugo - Iba Este - Iba O'Este - Longos - Meysulao | - Meyto - Palimbang - Panducot - Pio Cruzcosa - Poblacion - Pungo - San Jose - San Marcos - San Miguel - Santa Lucia - Santo Niño - Sapang Bayan - Sergio Bayan - Sucol |

## Demografie
Calumpit had bij de census van 2007 een inwoneraantal van 98.017 mensen. Dit zijn 16.904 mensen (20,8%) meer dan bij de vorige census van 2000. De gemiddelde jaarlijkse groei komt daarmee uit op 2,65%, hetgeen hoger is dan het landelijk jaarlijks gemiddelde over deze periode (2,04%). Vergeleken met de census van 1995 is het aantal mensen met 27.178 (38,4%) toegenomen.

De bevolkingsdichtheid van Calumpit was ten tijde van de laatste census, met 98.017 inwoners op 56,25 km², 1259,4 mensen per km².

## Geboren in Calumpit
- Francisco Santos (3 juni 1892), nationaal wetenschapper (overleden 1983).